# Wyższa Szkoła Administracji Publicznej w Łodzi
Wyższa Szkoła Administracji Publicznej w Łodzi (WSAP) – nieistniejąca uczelnia zawodowa z siedzibą w Łodzi, kształcąca w zakresie administracji publicznej, gospodarczej, prawa podatkowego i prawa pracy, ubezpieczeń społecznych oraz zagadnień związanych z integracją europejską.
WSAP została założona w 1995 roku i była prowadzona przez Fundację Rozwoju Demokracji Lokalnej w Warszawie. Uczelnia zakończyła działalność 30 września 2010 roku.
W rankingu „Rzeczpospolitej” z maja 2008 roku uczelnia zajęła 12. miejsce w kategorii niepubliczne uczelnie licencjackie (inżynieryjne). W tym samym rankingu w roku 2007 była 6., w 2006 – 15., w 2005 – 10., w 2004 – 12., a w 2003 – 20.

## Zakres nauczania
Uczelnia prowadziła 3-letnie studia licencjackie w dwóch specjalnościach:
- administracji publicznej
- administracji gospodarczej[2].

Na studia licencjackie uczęszczało ok. 600 osób. Ukończenie każdego z tych kierunków ze średnią oceną 4 lub wyżej uprawniało do podjęcia 2-letnich studiów magisterskich na Wydziale Prawa i Administracji Uniwersytetu Łódzkiego bez egzaminów wstępnych.
Oprócz tego uczelnia prowadziła szereg kursów podyplomowych na tematy ekonomiczno/prawno/administracyjne oraz intensywne kursy z języka angielskiego, niemieckiego, francuskiego, hiszpańskiego i włoskiego.

## Współpraca z zagranicą
Uczelnia współpracowała z placówkami edukacyjnymi w Unii Europejskiej w ramach projektów Leonardo da Vinci i Erasmus. W ramach Narodowej Strategii Spójności Kapitał ludzki uczelnia prowadziła bezpłatny projekt Nawigator Samorządowy skierowany do pracowników urzędów, jednostek samorządu terytorialnego.